# Francis Obikwelu
Francis Obiorah Obikwelu (* 22. November 1978 in Onitsha) ist ein ehemaliger portugiesischer Sprinter nigerianischer Herkunft, der in seiner Karriere bislang zahlreiche Titel gewann und an Olympischen Spielen teilnahm. Bei einer Größe von 1,90 m weist er ein Wettkampfgewicht von 78 kg auf und startet derzeit für Sporting Lissabon. Sowohl seine sportlichen Erfolge als auch seine Lebensgeschichte und sein Charakter haben ihn in Portugal überaus beliebt und populär gemacht. Sein Spitzname ist Chico, die Kurzform der portugiesischen Form seines ersten Vornamens.

## Für Nigeria
Im Alter von 14 Jahren machte ihn einer seiner Fußballtrainer auf sein Sprinttalent aufmerksam und riet ihm, sich der Leichtathletik zu widmen. Bereits zwei Jahre darauf, 1994, vertrat Obikwelu sein Heimatland bei den Afrikanischen Jugendmeisterschaften und belegte über 400 Meter den zweiten Platz. Im gleichen Jahr ging er im Zuge der Junioren-Weltmeisterschaften in die portugiesische Hauptstadt Lissabon und blieb dort im Anschluss an den Wettbewerb wohnhaft. Nachdem die beiden großen dortigen Sportvereine Benfica und Sporting ihn nicht aufnahmen, verdingte er sich zunächst als Bauarbeiter an der Algarve. Obikwelu beschloss, Portugiesisch zu lernen und sein Lehrer vermittelte ihm den Kontakt zu Belenenses Lissabon. Etwa zur gleichen Zeit adoptierte ihn eine Portugiesin.
Zwar nahm der Sprinter bereits an den Olympischen Spielen 1996 in Atlanta teil, doch konnte er erst ab 1997 große Erfolge auf internationaler Bühne feiern. Bei den Weltmeisterschaften 1997 in Athen gewann er mit der nigerianischen Staffel die Silbermedaille über 4-mal 100 Meter und erreichte zwei Jahre darauf in Sevilla im Einzelwettkampf über 200 Meter den dritten Platz. Über die gleiche Distanz siegte er ebenfalls 1999 bei den Panafrikanischen Spielen in Johannesburg.

## Für Portugal
Im Juli 2000 ließ Obikwelus Teamkameradin Mercy Nku, die ebenfalls in Lissabon stationiert war, verlautbaren, dass er plane, in Zukunft für Portugal anzutreten. Diese Entscheidung begründete er mit einer Vernachlässigung durch die nigerianischen Funktionäre während einer Verletzung. Die nötige Knieoperation in Kanada hätte er selbst bezahlen müssen. Im Oktober 2001 nahm Francis Obikwelu die portugiesische Staatsbürgerschaft an.
In den folgenden Jahren etablierte er sich in der Weltspitze und errang zahlreiche Siege. So wurde er bei den Europameisterschaften 2002 in München Zweiter über 100 und 200 Meter, über 100 Meter erhielt er vier Jahre später nachträglich den Europameistertitel. Bei den Olympischen Spielen 2004 in Athen galt er als Geheimfavorit über die kurze Distanz und sicherte sich tatsächlich in der Europarekordzeit von 9,86 s die Silbermedaille. Die Saison 2005 dagegen verlief weniger erfolgreich; er konnte nie an seine Spitzenleistungen aus dem Vorjahr anknüpfen und wurde bei den Weltmeisterschaften 2005 in Helsinki lediglich Vierter. Bei den Europameisterschaften 2006 in Göteborg lief wieder besser und Obikwelu holte in 20,01 s Gold über 200 Meter. Diese Zeit ist zwar portugiesischer Landesrekord, aber keine persönliche Bestzeit, da er 1999 bereits 19,84 s gelaufen war. Darüber hinaus siegte er auch über 100 Meter in 9,99 s und ist damit der erste Athlet, der bei Europameisterschaften die Marke von zehn Sekunden unterbot.
Fünf Jahre später siegte er überraschend mit neuer persönlicher Bestzeit und neuem Landesrekord bei den Halleneuropameisterschaften 2011 in Paris über 60 Meter und verwies dabei die favorisierten Dwain Chambers und Christophe Lemaitre auf die Plätze. Mit 32 Jahren wurde er damit zum ältesten Gewinner dieser Disziplin bei Halleneuropameisterschaften.

## Doping
Die Goldmedaille für den 100-Meter-Lauf bei den Europameisterschaften 2002 in München erhielt Obikwelu erst vier Jahre später zugesprochen, da der ursprüngliche Sieger Dwain Chambers des Dopings überführt worden war.
Auch das Ergebnis des Finallaufes über 100 Meter bei den Olympischen Spielen 2004 könnte sich noch ändern, da der Sieger Justin Gatlin im Jahre 2006 einen Dopingtest verpasste und nun vermutet wird, dass er eventuell während der Olympischen Spiele in Athen gedopt war. Die Wahrscheinlichkeit dessen und einer folgenden Medaillenübergabe an Obikwelu sind jedoch gering, da sie zudem ein Geständnis Gatlins erfordern würden. Francis Obikwelu stellte bereits klar, er wolle seine Medaillen nicht im Büro erringen.

## Persönliche Bestleistungen
| Distanz | Zeit in Sekunden | Ort     | Datum            |
| ------- | ---------------- | ------- | ---------------- |
| 50 m    | 5,79             | Liévin  | 28. Februar 2004 |
| 60 m    | 6,53             | Paris   | 6. März 2011     |
| 100 m   | 9,86             | Athen   | 22. August 2004  |
| 200 m   | 19,84            | Sevilla | 25. August 1999  |
| 400 m   | 46,29            | ?       | 3. Juni 1998     |

## Internationale Rekorde
| Europarekorde (1)        | Europarekorde (1) | Europarekorde (1) | Europarekorde (1) |
| ------------------------ | ----------------- | ----------------- | ----------------- |
| 100 m                    | 9,86 s            | 22. August 2004   | Athen             |
| (Stand: 29. August 2012) |                   |                   |                   |